# Ельодя (Лодзинське воєводство)
Ельодя (пол. Elodia) — село в Польщі, у гміні Водзеради Ласького повіту Лодзинського воєводства.
У 1975-1998 роках село належало до Серадзького воєводства.